# Emil Bräutigam
Emil Bräutigam, född 24 juni 1837 i Tyskland, död 4 juni 1910 i Göteborg, tysk-svensk konditor och grundare av Bräutigams konditori i Göteborg.

## Biografi
Bräutigam föddes i den tyska byn Sömmerda i Thüringen och avlade gesällbrev som konditor år 1854. Redan som 7-åring år 1845 började han arbeta i ett litet bageri i Sömmerda och arbetade därefter på olika karamellfabriker och konditorier i hela Tyskland. År 1867 fick Emil Bräutigam ett anställningserbjudande som verkmästare på C. Nissens karamellfabrik i Göteborg där han träffade sin blivande maka, Beata Petersdotter, från Morlanda på Orust (född 11 juli 1844, död 5 januari 1923).
Paret ingick äktenskap den 2 januari 1870 och bosatte sig i Göteborg där Bräutigam grundade sitt konditori samma år. Under äktenskapet föddes nio barn, varav fyra emigrerade till Nicaragua (bl.a. äldste sonen och sedermera konsuln August Bräutigam). Bland de övriga barnen märks Carl Bräutigam, arvtagare till Bräutigams konditori.
Emil Bräutigam och hans hustru är begravda på Östra kyrkogården i Göteborg.